# Falsomordellina nigripennis
Falsomordellina nigripennis là một loài bọ cánh cứng trong họ Mordellidae. Loài này được Nomura miêu tả khoa học năm 1967.